# ماجنيكورت سور كانتشي
ماجنيكورت سور كانتشي (بالفرنسية: Magnicourt-sur-Canche)‏ هي بلدية تقع في إقليم باد كاليه من منطقة نور با دو كاليه في شمال فرنسا. تبلغ مساحة هذه المدينة 4.57 (كم²)، وترتفع عن سطح البحر 133 م، يبلغ عدد سكانها 107 نسمة حسب إحصاء المعهد الوطني للإحصاء والدراسات الاقتصادية سنة 2009 م. وترأس Marc Degrendele البلدية خلال فترة (2008-2014).